# Sven Beckman (jurist)
Sven Anders Fredrik Beckman, född den 12 april 1929 i Stockholm, död där den 24 februari 1979, var en svensk jurist. Han var son till Nils och Sigrid Beckman.
Beckman avlade studentexamen i Stockholm 1947 och juris kandidatexamen vid Uppsala universitet 1952. Han genomförde tingstjänstgöring i Solna domsaga 1953–1955.  Beckman blev fiskal i Svea hovrätt 1956, revisionssekreterare 1966 (tillförordnad 1965) och hovrättsråd i Svea hovrätt 1974. Han vilar i sin familjegrav på Norra begravningsplatsen utanför Stockholm.